# Колодисте (Звенигородський район)
Колóдисте — село в Україні, у Тальнівській міській громаді, Звенигородського району Черкаської області. У селі мешкає 724 особи.

## Географія
Селом тече річка Колодиста.

## Історія
- Село постраждало внаслідок геноциду українського народу, проведеного окупаційним урядом СССР 1932—1933 та 1946–1947 роках.

## Відомі люди
В селі народилися:
- Доманицький Василь Миколайович (* 17 (29) березня 1877 р. — † 28 серпня (10 вересня) 1910 р., Аркашон (Франція), похований у с. Колóдистому) — український літературознавець, історик, фольклорист, публіцист, громадсько-політичний діяч, кооператор. Псевдоніми — Василь Вітер.
- Доманицький Платон Миколайович (1880—1944?) — український журналіст і кооператор, головний редактор кооперативного журналу «Комашня» в 1912—1917 роках.
- Поліщук Віктор Петрович — доктор сільськогосподарських наук, професор, академік Академії наук вищої школи України.